# Gai Papiri
Gai Papiri o Sext Papiri (en llatí Caius Papirius o Sextus Papirius) va ser el suposat redactor de les anomenades Leges regiae, o Jus Papirianum, o Jus Civile Papirianum.
Dionís d'Halicarnàs afirma que el pontífex màxim Gai Papiri va recollir les ordenances religioses de Numa Pompili després de l'expulsió de l'últim Tarquini, que havien estat gravades en tauletes de fusta per ordre d'Anc Marci. Pomponi comenta que es deia Sext Papiri i que va recollir les lleis en temps de Tarquini el Superb fill de Demarat (però Tarquini no era fill de Demarat). D'aquestes lleis es coneixen molt poques normes i sembla que algunes podrien haver estat afegides més tard encara que tenien la consideració de normes fixades pels reis. Grani Flac, va escriure el Liber de Jure Papiriano, que se cita com un comentari sobre el Jus Papirianum. Amià Marcel·lí cita una Lex Regia que estableix que una dona embarassada, si mor, no ha d'enterrar-se sense treure-li el fill, i els comentaristes diuen que aquesta consideració és d'època tardana. Servi Maure Honorat fa referència a una Lex Papiria que sembla que fa referència al Jus Papirianum.